# Sunrise (Here I Am)
A Sunrise (Here I Am) a Ratty első kislemeze, mely 2001-ben jelent meg. A projekt mögött a német Scooter áll, azonban ők álnéven készítették el a tracket, és a kevés fellépés alkalmával, valamint a videóklipekben is patkányjelmezbe öltöztetett táncosok jelentek meg helyettük. A dal hatalmas népszerűségnek örvendett, az egyik első olyan Scooter-szám volt, mely a tengerentúlon is nagy sikert aratott.

## Áttekintés
1998-tól kezdve egyre többször emlegetett a Scooter egy bizonyos Rattyt, amelyről azonban senki nem tudta, hogy micsoda, de valószínűleg maga a banda sem. Az ötlet, hogy a Ratty egy kicsit más, a Scootertől elrugaszkodottabb stílusban alkotó mellékprojekt legyen, akkor született, amikor a 2000-ben megjelent She's The Sun B-oldalaként egy hard trance számot, a "Sunrise (Ratty's Inferno)"-t adtak ki. A szakma és a rajongók is nagy sikerrel fogadták az instrumentális szerzeményt, amelynek egyenes következménye volt, hogy külön is ki kellett adniuk.
Először egy bakelitváltozatot adtak ki, melynek A-oldalára ez a szám került fel "Sunrise" címmel, B-oldalára pedig a "Spacecowboy", mely teljes egészében megegyezett a "Sheffield" albumon már kiadott "Space Cowboy"-jal. Ezek alapján nem volt nehéz kitalálni, kik állnak a projekt mögött. 2001 elején azonban a "Sunrise" a "This Mortal Coil" dalszövegével kibővített változatban teljes értékű kislemezként is megjelent. Videóklipjében egyfajta fordított patkánykísérlet látható: a három patkány emberekkel szórakozik egy labirintusban.
A kislemez rendkívül sikeres lett, számtalan kiadást élt meg (angolszász nyelvterületen alternatív borítóval), és a Scooter időről időre játssza is a koncertjein.

## Számok listája
1. Radio Edit (3:40)
2. Club Mix (7:30)
3. Instrumental Version (5:39)
4. Dub Mix (6:10)

### 2005-ös brit újrakiadás
1. Original Mix (7:33)
2. P.H.A.T.T. Remix (8:52)
3. Instrumental (5:45)
4. Mark Sherry's 2005 Sunburst Remix (7:57)
5. Brisky & Cambridge Remix (8:49)

## Utóélete
A dalhoz számtalan remix készült, ezek jelentős része válogatásalbumokon került kiadásra, illetve egy részüket hivatalosan sosem adták ki. 2006-ban E-Craig "Call It A Sunrise (Here I Am)" címen feldolgozta és kiadta kislemezen. 2012-ben Masif DJ, 2013-ban pedig Matt Davey készítettek belőle hivatalosan kiadott feldolgozást. 2017-ben megjelent "Indecent Noise's Dreamstate Remix" című változata.

## Közreműködtek
- Dave "Bass" Parker
- Ed Harris
- Slivo
- Finn Reder
- Marc Schilkowski (borítóterv)
- Ali Ghandtschi (fényképek)

## Egyéb
- Videóklip a YouTube-on